# Francis Spring
Sir Francis Joseph Edward Spring (20 de enero de 1849-25 de agosto de 1933) fue un ingeniero civil angloirlandés. Miembro del Consejo Legislativo Imperial, desempeñó un papel pionero en el desarrollo de los ferrocarriles indios. Hoy es recordado principalmente por haber apoyado al matemático indio Srinivasa Ramanujan. 

## Primeros años
Spring nació en Baltimore, Condado de Cork, Reino Unido de Gran Bretaña e Irlanda, el 20 de enero de 1849. Era hijo del reverendo Edward Spring y su esposa Matilda, pertenecía a la familia Spring del condado de Kerry y era pariente del barón Monteagle de Brandon. Se educó en Midleton College y en el Trinity College de Dublín.

## Carrera
Tras graduarse en el Trinity College de Dublín, Spring ingresó a la sección de ingeniería del Servicio Civil Imperial de la India en 1870, trabajando como ingeniero consultor para el gobierno de la India. En este puesto desempeñó un papel fundamental en el desarrollo de los ferrocarriles en el este de la India. Se le atribuye la construcción de un celebrado puente ferroviario sobre el río Godavari. Sirvió como Subsecretario del Gobierno de la India, Subsecretario del Gobierno de Bengala y como gerente del extenso Ferrocarril de, a Costa Este. También ostentó el cargo de Secretario del Gobierno de Madrás, con responsabilidad sobre los ferrocarriles de la región. A lo largo de su carrera, Spring fue un colaborador habitual en revistas de ingeniería centradas en la India.
Al abandonar el servicio civil en 1904, resultó nombrado presidente del Puerto de Madrás, y ocupó ese cargo hasta 1919. En este cargo, rediseñó y modernizó el puerto de Madrás, aumentando considerablemente su capacidad y mejorando las defensas del puerto contra el daño de los ciclones. Fue miembro del Consejo Legislativo de Madrás entre 1900 y 1901, y miembro de la Universidad de Madrás y de la Universidad de Calcuta. Entre 1910 y 1913 formó parte del Consejo Legislativo Imperial de la India. 

### Tutoría de Ramanujan
El matemático indio Srinivasa Ramanujan trabajó como empleado de Grado III Clase IV de 1912 a 1914 en el Puerto de Madrás bajo la presidencia de Spring. El talento matemático de Ramanujan llamó la atención de Francis Spring gracias a su contable principal, S. Narayana Iyer. Al poco tiempo, Spring desarrolló un gran interés por el matemático y presionó al gobierno de Madrás para que patrocinara a Ramanujan sus estudios de investigación en Inglaterra, gracias en parte a la correspondencia regular que Spring mantenía con Sir Alfred Bourne.

## Vida personal y años posteriores
En 1873, Spring se casó con Charlotte (que moriría en 1930), hija del juez de paz Samuel Townsend. Spring fundó el Royal Madras Yacht Club en 1911, que todavía existe como el principal club de navegación de la India. Se retiró en 1919, poco después de cumplir setenta años. Dejó la India y se mudó a Jersey, en las Islas del Canal, donde residió durante los últimos catorce años de su vida. Con una fortuna personal considerable, dio una gran cantidad de dinero para trabajos de restauración en la Iglesia de San Pedro y San Pablo, Lavenham, la iglesia ancestral de su familia, donde tiene un monumento. Murió en Saint Aubin el 25 de agosto de 1933 a la edad de 84 años.

## Honores
Por sus logros, fue nombrado Compañero de la Orden del Imperio Indio en 1894 y Caballero Comandante de la Orden del Imperio Indio en 1911. Perteneció al Instituto de Ingenieros Civiles, al Instituto de Ingenieros Mecánicos y a la Sociedad Estadounidense de Ingenieros Civiles. En diciembre de 1901 recibió el título honorífico de Máster de Ingeniería por la Universidad de Dublín. También fue la primera persona en poseer un automóvil matriculado en la ciudad de Madrás. Fue comandante honorario en los Fusileros Voluntarios del Ferrocarril del Sur de la India.
Un remolcador que opera en el puerto de Madras se llama Sir Francis Spring, al igual que la carretera principal que conduce al puerto, y el puerto deportivo del Royal Madras Yacht Club se llama Springhaven. 

## En la cultura popular
- Spring fue retratado por Stephen Fry en la película biográfica británica de 2015 The Man Who Knew Infinity, que narra la historia de los primeros años de Ramanujan en la Universidad de Cambridge.[14]
- También fue encarnado por el actor Richard Walsh en la película de 2014 Ramanujan.